# Владимир Клот
Владимир Андреевич Клот е руски офицер, генерал-лейтенант. Участник в Руско-турската война (1877 – 1878).

## Биография
Владимир Клот е роден на 22 октомври 1827 г. в Новгородска губерния в семейството на потомствен дворянин. Посвещава се на военното поприще. Завърша Пажеския военен корпус.
Служи в Лейбгвардейския гродненски хусарски полк. Участва в Унгарския поход (1848 – 1849) и Кримската война (1853 – 1856). Флигел-адютант от 1862 г. Участва в потушаването на Полското въстание (1863 – 1864).
Назначен е за командир на 5-и Улански полк (1866) и 5-и Литовски улански полк. Повишен е във военно звание генерал-майор от 1871 г. Командир на 1-ва бригада от 2-ра гвардейска кавалерийска дивизия (1875).
Участва в Руско-турската война (1877 – 1878). Като командир на бригадата се проявява в битката при Горни Дъбник, овладяването на Телиш, освобождението на Враца, боевете при Правец и битката при Ташкесен.
За активното си участие в освобождението на Пловдив е награден със златно оръжие „За храброст“ и Орден „Свети Владимир“ II ст. Командир на кавалерията на Действащата руска армия от 15 декември 1877 до 11 януари 1878 г. Генерал-майор Клот е сред тези руски офицери, които изминават най-трудните и опасни пътища на войната.
Повишен е във военно звание генерал-лейтенант от 1881 г. Излиза в оставка поради болест през 1884 г.